# Camp Blood 7
Camp Blood 7 (Originaltitel: It Kills) ist ein US-amerikanischer Slasherfilm von Mark Polonia aus dem Jahr 2017. Es ist, je nach Zählweise, der siebte oder achte Teil der Camp-Blood-Filmreihe.

## Handlung
Während der Collegeferien nehmen fünf Studenten auf ihrem Weg nach Hause eine Abkürzung und landen in der Nähe des berüchtigten Camp Bloods. Sie treffen auf den Wanderer Bishop, der seine Frau sucht, die in der Nähe des Camps verschwunden ist. Er vermutet, dass der Camp-Blood-Killerclown wieder aktiv wurde.
Die sechs Personen landen im alten Camp Blood. Nachdem sie sich dort umgeschaut haben, müssen sie feststellen, das ihr Auto entwendet wurde. Sie beschließen im Camp zu übernachten. Dort wird einer nach dem anderen von dem Killer getötet.
Am Ende überleben nur Paula und Drake, die das Auto wieder finden. Als sie mit dem Auto flüchten, taucht der Killer auf dem Rücksitz auf und ersticht Drake. Anschließend gelingt es Paula allerdings, den Killer zu überwältigen, und sie entwendet seine Maske. Etwas später steht sie auf der Landstraße und zwingt ein Auto zu bremsen. Sie trägt die Clownsmaske.

## Veröffentlichung
Der Film erschien in den Vereinigten Staaten unter dem Titel It Kills mit einem an Pennywise aus Es angelehntes Plakat, vermutlich um vom Hype der 2017er Stephen-King-Verfilmung zu profitieren.
In Deutschland erschien der Film am 9. November 2022 im Rahmen des von WMM herausgegebenen Mediabooks Camp Blood Teil 7–10 unsynchronisiert und unter dem Titel Camp Blood 7.